# Пржевальський Микола Михайлович
Мико́ла Миха́йлович Пржева́льський (31 березня (12 квітня) 1839, с. Кімборово Смоленської губернії, Російська імперія — 20 жовтня (1 листопада) 1888, м. Каракол, Семиріченська область, Туркестанський край, Російська імперія) — російський мандрівник, географ, природодослідник, науковець, історик, археолог, знавець семи мов. . Микола Пржевальський зробив величезний внесок у наукове пізнання Центральної Азії, створив принципово нові карти Центральної Азії. Його назвали «великим мандрівником всіх часів і народів».[джерело?]

## Біографія

### Походження
Народився в селі Кімборово Смоленської губернії 12 квітня 1839 року.
Шляхетський рід Пржевальських походить від українського козака Кирила Перевала. Він був серед запорожців, які хоробро билися на боці Речі Посполитої проти Московії у Лівонській війні, що тривала майже два десятиліття у XVI столітті. Особливо козаки відзначилися у тривалих боях під Полоцьком 1579 року. Серед героїв взяття цього давнього міста був і запорозький козак Кирило Перевал, який за свою хоробрість рішенням польського короля Стефана Баторія був нобілітований та отримав родовий герб із зображенням на червоному тлі срібного лука зі спрямованою вгору стрілою і ушляхетнене прізвище Перевальський. Згодом українські шляхтичі видозмінили прізвище на польський манір — Пржевальські. Дід мандрівника Казимир Фомич Пржевальській не закінчив польської єзуїтської школи — утік із неї, перейшов у православну віру, перемінивши ім'я Казимир на Кузьму.
Син Кузьми Фомича — Михайло — був також призначений на військову службу. Однак після п'ятнадцятирічного перебування в армії був звільнений у чині штабс-капітана у зв'язку з хворобою. У 1838 р. він одружився з Оленою Олексіївною Каретниковою. А 12 квітня 1839 р. у с. Кімборово Смоленської губернії в них народився перший син Микола, майбутній мандрівник. Батько помер, коли Миколі було сім років. Мати самотужки виховувала трьох синів у маєтку Відрадне. Сам Пржевальський розповідав, що по смерті батька їхня сім'я жила скромно, ріс він дикуном, і виховання його було спартанське. З саморобним луком, з іграшковою рушницею, а з дванадцяти років і мисливською, він цілодобово гуляв глухими смоленськими лісами, що надало йому великий досвід виживання в природі.
З восьми років Микола навчився читати, читав всі книги, які траплялися йому в руки. У десять років його віддали в Смоленську гімназію. Навчання давалося йому легко, вже незабаром він став першим учнем з успішності. Закінчив гімназію в 16 років. Однак отриманих в гімназії знань йому не вистачало. Пізніше Пржевальський згадував: "Незважаючи на те, що я з відзнакою закінчив курс, скажу, справді, виніс звідти дуже мало. Погані методи викладання і велика кількість предметів робили рішуче неможливим вивчити що-небудь позитивно навіть за сильного бажання … ".

### Початок військової кар'єри
Після закінчення гімназії Пржевальський, вражений героїчними подвигами захисників Севастополя, вирішив стати військовим, отримав чин унтер-офіцера. Його спочатку скерували на службу в Рязанський піхотний полк. А 24 листопада 1856 року сімнадцятирічний юнак був переведений у 28-й Полоцький піхотний полк, що розміщувався в повітовому місті Білий Смоленської губернії. У вільний від служби час Пржевальський займався вивченням природи, здійснював тривалі мандрівки місцевими лісами і болотами. За час служби в Полоцькому полку він зібрав гербарій великої кількості рослин, що росли навколо міста Білий.

### Навчання в Академії Генерального штабу
Його мрією було служити на Далекому Сході. Він подав прохання про переведення його на Амур. Відповідь начальства була своєрідною — арешт на три доби. Після того, що сталося, Пржевальський вибрав інший шлях. Він вирішив вступити на навчання в школу Генерального штабу, вирішивши, що після закінчення її легко зможе домогтися необхідного собі призначення. Приголомшлива пам'ять, цілеспрямованість і підготовка, яка займала іноді до 18 годин на добу, дозволила йому з легкістю витримати вступні іспити. Пржевальський поступив в Академію Генерального штабу. Крім основних предметів, вивчав праці географів Ріттера, Гумбольдта, Ріхтгофена і Семенова. Там же він підготував курсову роботу «Військово-статистичний огляд Приамурського краю», на основі якої 5 лютого 1864 року його обрано дійсним членом Географічного товариства. Під час навчання в академії написав своє перше літературне оповідання «Спогад мисливця», яке надрукували у журналі «Полювання та конярство».

### Служба в Польщі
Закінчивши Академію, Пржевальський був призначений ад'ютантом командира Полоцького піхотного полку, в якому він служив до Академії і який розташовувався вже в м. Кременець на Волині. Незабаром він у числі добровольців відправився в Польщу для придушення повстання. А наприкінці 1864 року його перевели викладати географію та історію в юнкерське училище у Варшаві. Тут він познайомився з відомим орнітологом Владиславом Тачановським, який навчив Пржевальського вправно набивати опудала і препарувати птахів. Пржевальський виявився прекрасним педагогом: добре знаючи свій предмет, зацікавив ним і своїх слухачів. Юнкери часто збиралися в нього на квартирі, слухаючи хлібосольного хазяїна. Викладачем був безкомпромісним — ставив незадовільні оцінки навіть улюбленим учням, незважаючи на вмовляння. Незадоволений наявним підручником, Пржевальський написав новий — «Записки із загальної географії для юнкерських училищ», який певний час використовувався у викладанні географії у навчальних закладах Російської імперії.

### Служба в Сибіру
Незабаром він добився переведення у Східний Сибір. Наприкінці січня 1867 року Пржевальський приїхав у Петербург і виступив перед Радою Географічного товариства з проханням допомогти в організації експедиції у Середню Азію. Однак тоді йому відмовили. Петро Петрович Семенов-Тян-Шанський, що був у той час головою Відділення фізичної географії, роз'яснив причину цього так: «Микола Пржевальський був ще мало відомою величиною в науковому світі. Дати йому допомогу на підприємство, більш того організувати цілу експедицію під його керівництвом ми не зважилися…». Проте, мандрівникові пообіцяли, що якщо він зуміє на власні кошти зробити в Сибіру якісь дослідження або відкриття, то після повернення може сподіватися на підтримку Товариства і навіть організацію експедиції в Середню Азію під його керівництвом. Пржевальський отримав дворічне службове відрядження в Уссурійський край, а Сибірський відділ географічного товариства дав йому розпорядження вивчити флору і фауну краю. Разом з цим у нього були й конкретні доручення зі штабу військ, згідно з якими він повинен був зібрати інформацію про аборигенів, що живуть уздовж річки Уссурі, а також вивчити шляхи, що ведуть до кордонів Кореї і Маньчжурії. Відстань від Хабаровська до поселення Буссе Пржевальський пройшов пішки за двадцать три дні. Надалі два з половиною роки провів Пржевальський на Далекому Сході. Тисячі кілометрів пройшов, 1600 кілометрів покрив маршрутним зніманням: басейн Уссурі, озеро Ханка, узбережжя Японського моря. Весну 1868 року Пржевальський провів на озері Ханка, де стежив масові перельоти птахів, цвітіння лотоса і любовні ігри японських журавлів. Однак його дослідження були перервані нападом на південне Примор'я банди хунхузів. Вони вбивали мирних жителів, спалили три російських села і два поста. Пржевальський, військовий офіцер і майстерний стрілець, взяв найактивнішу участь в знищенні бандитів, за що був представлений до звання капітана. Підготував до друку велику статтю «Інородне населення Уссурійського краю». Зібрав близько 300 видів рослин, виготовив понад 300 опудал птахів, причому багато які рослини і птахи на Уссурі виявив уперше. Тут почав писати книгу «Подорож в Уссурійському краї». Незабаром його перевели в Ніколаевськ-на-Амурі й призначили старшим ад'ютантом штабу військ Приамурської області. Тут у вільний час він обробляв матеріали, зібрані експедицією. Лише в лютому 1869 року йому надано дозвіл повернутися до своїх досліджень. Весну і літо він знову провів на озері Ханка, займаючись вивченням річок, що в нього впадають. За два роки він зібрав колекцію з 310 пташиних опудал. Всього ж Пржевальський нарахував 224 види птахів, з яких 36 раніше не були відзначені в цих краях, а деякі й зовсім невідомі науці. На Уссурі він першим побачив і описав чорного зайця і рідкісну рослину діморфант або білий горіх. Він зібрав гербарій з понад 300 видів рослин (дві тисячі екземплярів), 42 види пташиних яєць (всього 550 штук), 83 види різних насіння і більше дюжини шкур ссавців.
Наприкінці 1869 року він поїхав до Санкт-Петербургу. У Російському географічному товаристві його зустріли як науковця-дослідника, який зробив вагомий внесок у вивчення природи, клімату, фауни і флори Уссурійського краю, а також занять та побуту місцевого населення. Його виступи зазвичай закінчувалися оплесками. А за доповідь про народонаселення Примор'я йому присудили Малу срібну медаль товариства. У серпні 1870 року в світ вийшла його перша книга «Подорож до Уссурійського краю», яка принесла Пржевальському популярність за межами вузького кола географів.

### Основні експедиції і творчий доробок

#### Експедиція у напрямку Лхаси
1870 року Російське географічне товариство організувало експедицію в Центральну Азію. Її начальником був призначений Пржевальський. Разом з ним їхали підпоручик М. А. Пильцов, бурят Дондок Ірінчинов і казак Панфіл Чебаєв. Їхній шлях проліг через Москву й Іркутськ і далі — через Кяхту, Ургу та пустелю Гобі в Пекін, де Пржевальський отримав дозвіл китайського уряду на подорож. Він прямував у Тибет. Пржевальський першим з європейців проник у глибинну область Північного Тибету, до верхів'їв Хуанхе і Янцзи (Улан-Мурен), і з'ясував, що саме Баян-Хара-Ула є вододілом між цими річковими системами. Ця експедиція також була дуже важкою, похитнулося здоров'я Пржевальського. Мандрівники планували потрапити в Тибет у Лхасу. Проте у 250 кілометрах від Лхаси загін зустріли посли Далай-лами, які привезли його письмовий наказ, що забороняв відвідувати місто, оскільки члени загону були іновірцями. «У той момент, коли всі негаразди далекого шляху були подолані, а ймовірність досягти мети експедиції перетворилася в упевненість успіху, — з прикрістю написав Микола Пржевальський, — ми так і не змогли дістатися до Лхаси: людське варварство і неуцтво поставили нездоланні перешкоди!». Караван вирушив у зворотному напрямку. Люди втомилися, коні, верблюди також були виснажені та змучені. 31 січня 1880 року загін повернувся в Дзун, а з 35 верблюдів перехід завершили тільки 13.

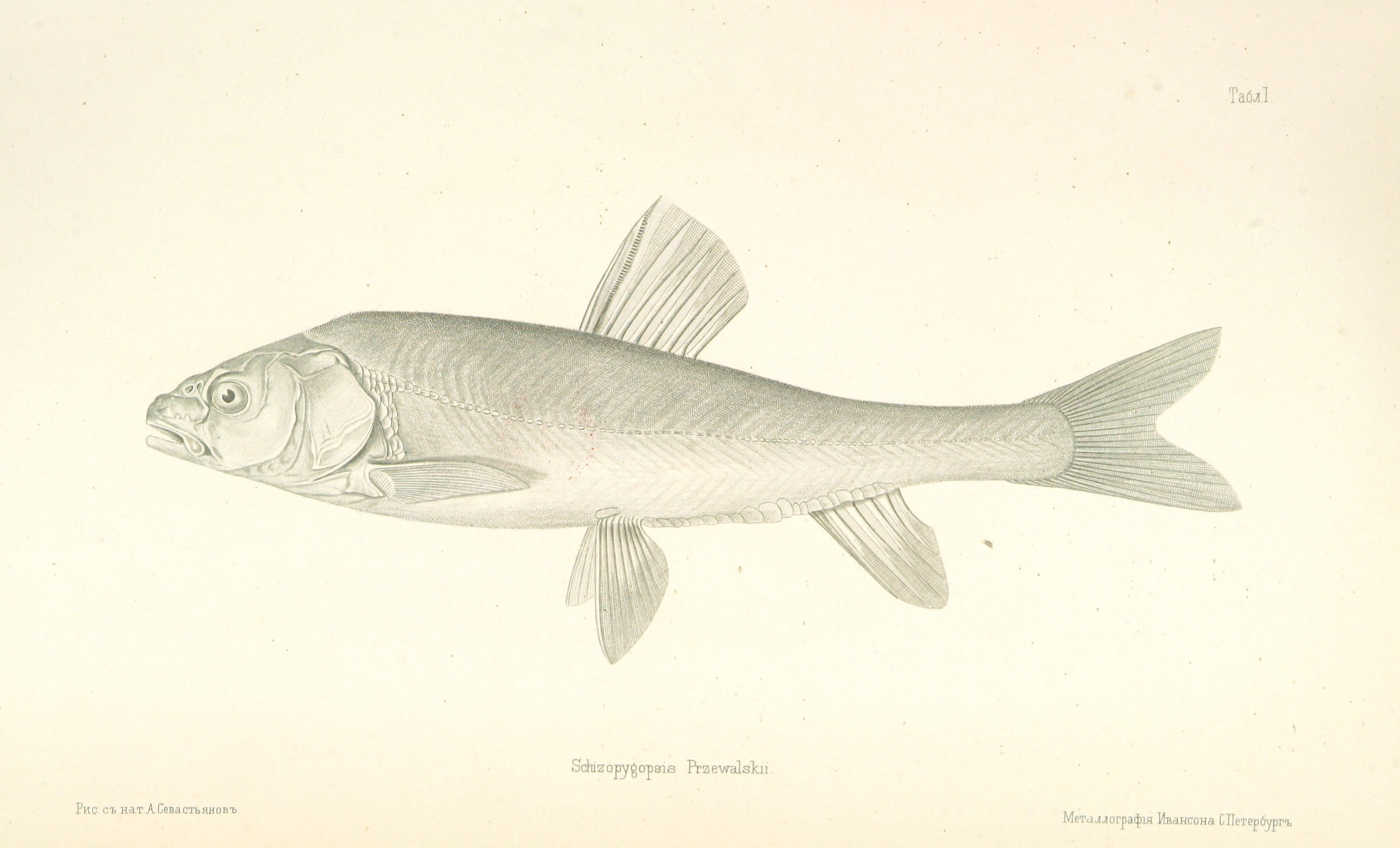
Відкрита і описана Миколою Пржевальським риба — Gymnocypris przewalskii (стара назва Schizopygopsis przewalskii)

Пустелями і горами Китаю, який тоді володів і територіями сучасної Монголією, Пржевальський пройшов понад 11 800 кілометрів і наніс на карту (в масштабі в 1 дюймі 10 верст) близько 5700 кілометрів. Наукові результати цієї експедиції вразили сучасників. Пржевальський дав докладні описи пустель Гобі, Ордоса й Алашані, високогірних районів Північного Тибету і улоговини Цайдаму (відкритої ним), уперше наніс на карту Центральної Азії понад 20 хребтів, сім великих і низку дрібних озер. Карта Пржевальського не відзначалася точністю, оскільки через дуже важкі мандрівні умови він не міг робити астрономічні визначення географічних координат. Цей істотний недолік пізніше дещо виправив він сам, а також інші мандрівники. Зрештою були з'ясовані висоти багатьох перевалів, визначені точні місця розташування селищ, зібрані колекції зразків гірських порід. Він зібрав колекції рослин (близько 4 тисяч зразків), комах (3000 екземплярів), плазунів, риб, ссавців. Пржевальський відкрив нові види, що отримали його ім'я, — ящірка Пржевальського, розщіпохвіст Пржевальського, рододендрон Пржевальського. Двотомна праця «Монголія і країна тангутів» (1875—1876) принесла автору світову популярність, була перекладена кількома європейськими мовами.
Російське географічне товариство присудило йому Велику золоту медаль і «найвищі» нагороди — чин підполковника, довічну пенсію у 600 рублів щорічно. Отримав Золоту медаль Паризького географічного товариства. Його ім'я відтепер ставили поруч з Семеновим-Тян-Шанським, Крузенштерном і Беллінсгаузеном, Лівінгстоном і Стенлі.

#### Експедиція до Лобнору
У січні 1876 року Пржевальський представив у Російське географічне товариство план нової експедиції. Він мав намір зайнятися дослідженням Східного Тянь-Шаню, дійти до Лхаси, обстежити загадкове озеро Лобнор. Окрім того, Пржевальський сподівався знайти і описати дикого верблюда, який, за відомостями Марко Поло, мешкав там. 12 серпня 1876 року разом з дев'ятьма супутниками він вирушив у експедицію. Їхній маршрут проліг від міста Кульджа вгору по берегах річки Або, а потім через Тянь-Шань до Лобнору. У лютому 1877 року Пржевальський досяг величезного очеретяного болота-озера Лобнор. За його описом, озеро було завдовжки 100 кілометрів і завширшки — від 20 до 22 кілометрів.
На берегах таємничого Лобнора, в «країні Лоп», Пржевальський був другим після Марко Поло. Озеро стало, однак, предметом суперечки між Пржевальським і Ріхтгофеном. Згідно з китайськими картами початку XVIII ст., Лобнор розташовувалось зовсім не там, де його виявив Пржевальський. Крім того, всупереч існуючій думці, озеро виявилося прісним, а не солоним. Ріхтгофен вважав, що російська експедиція відкрила якесь інше озеро, а істинний Лобнор лежить північніше. Тільки через півстоліття загадка Лобнора була вирішена остаточно. «Лоб» тибетською означає «мулкий», «нор»  монгольською — «озеро». Виявилося, що це болото-озеро час від часу міняє своє місце розташування. На китайських картах воно було зображене в північній частині пустинної безстокової западини Лоб. Але потім річки Тарим і Кончедар'я спрямувалися на південь. Древній Лобнор поступово зник, на його місці залишилися тільки солончаки, блюдця невеликих озерець. А на півдні западини утворилося нове озеро, яке відкрив і описав Пржевальський.
На початку липня експедиція повернулася в Кульджу. Пржевальський був задоволений: він вивчив Лобнор, відкрив Алтинтаг, описав дикого верблюда, добув навіть його шкури, зібрав колекції флори і фауни. Тут же, в Кульджі, його чекали листи і телеграма, в яких йому наказувалося неодмінно продовжувати експедицію.
Під час подорожі 1876—1877 років Пржевальський пройшов по Центральній Азії трохи більше чотирьох тисяч кілометрів — йому перешкодили війна в Західному Китаї, загострення відносин між Китаєм і Росією та його хвороба: нестерпний свербіж по всьому тілу. І все-таки ця подорож ознаменувалася двома найбільшими географічними відкриттями — низов'я Тариму з групою озер і хребта Алтинтаг.

#### Перша Тибетська подорож
Хвороби змусили Пржевальського пробути в Росії до весни 1879 року. Підлікувавшись і відпочивши, Пржевальський у березні 1879 року почав подорож, названу ним «Першою Тибетською». Загін, що складався з тринадцяти чоловік, вийшов із Зайсанського поста 21 березня. Разом з людьми на цей раз вирушило 35 верблюдів, навантажених продовольством і водою. Від Зайсану загін попрямував на південний схід, повз озеро Улюнгур і вздовж річки Урунгу до її верхів'я, перетнув Джунгарську Гобі — «обширну хвилясту рівнину» — і визначив її розміри. Далі їхній шлях проходив через Наньшань. У його західній частині були відкриті два високих засніжених хребта, яким дали назву хребтів Ріттера і Гумбольдта. Труднощі цього походу були в тому, що китайська влада відмовляла загону в продажу провіанту, не дозволяла наймати провідників. Але загін успішно дістався великої тибетської дороги, що веде в Лхасу. По дорозі відкрито ще один невідомий досі хребет, названий на честь Марко Поло. На перевал хребта Тангла загін піднімався обмерзлими стежками. Тут на них раптово напало кочове північнотибетське плем'я агра, які спеціалізувалися на грабунку караванів. Однак загін дав відсіч. І всі наступні нальоти були відбиті. Але в 250 кілометрах від Лхаси загін зустріли посли Далай-лами, які передали його письмовий наказ, що забороняв членам загону відвідувати місто, оскільки вони були іновірцями. «У той момент, коли всі негаразди далекого шляху були подолані, а ймовірність досягти мети експедиції перетворилася в упевненість успіху, — з прикрістю написав Микола Пржевальський, — ми так і не змогли дістатися до Лхаси: людське варварство і неуцтво поставили нездоланні перешкоди!». Караван вирушив у зворотному напрямку. Люди втомилися, коні, верблюди були виснажені та змучені. 31 січня 1880 загін повернувся в Дзун, з 35 верблюдів перехід завершили тільки 13.

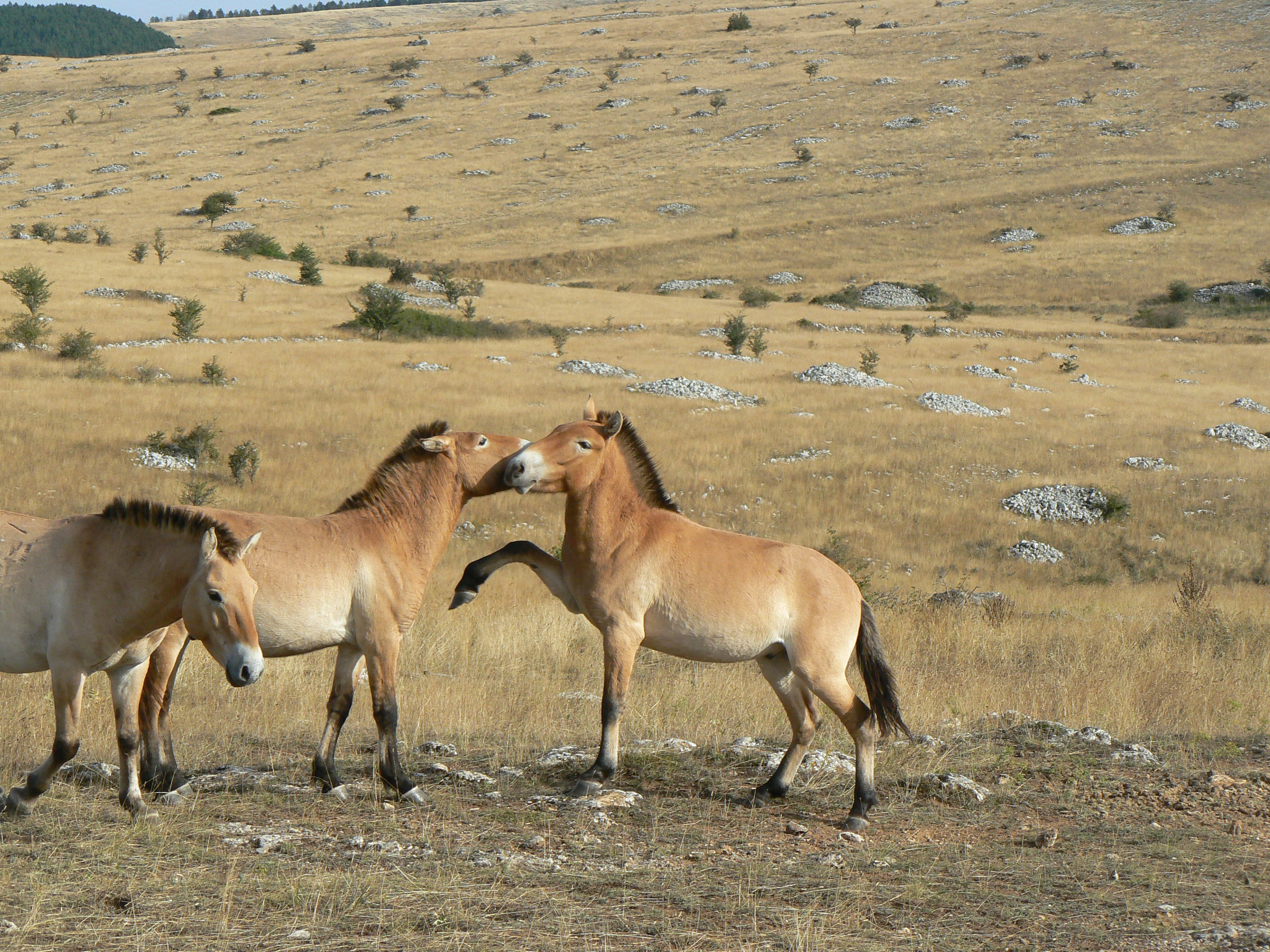
Коні Пржевальського.

Відпочивши, мандрівники попрямували до річки Хуанхе і Пржевальський вивчав її впродовж трьох місяців. Далі вони дійшли до озера Кукунор, де він наніс на карту його обриси і розміри, виявивши, що в озеро впадає двадцять п'ять річок. Потім мандрівники повернулися в Кяхту через Алашань і Гобі.
Під час цієї подорожі мандрівник пройшов близько восьми тисяч кілометрів і зробив зйомку понад чотирьох тисяч кілометрів шляху через райони Центральної Азії. Уперше досліджував верхню течію Жовтої річки (Хуанхе) на ділянці понад 250 кілометрів; відкрив хребти Семенова і Угуту-Ула. Описав два нові види тварин — коня Пржевальського і ведмедя-пищухоїда. Його помічник Роборовський зібрав величезну ботанічну колекцію: близько 16 тисяч екземплярів рослин — 1700 видів, з яких 218 описано в науці вперше. У Петербурзі учасників експедиції чекала урочиста зустріч. Московський університет обрав Пржевальського почесним доктором зоології, Російське географічне товариство — почесним членом, міста Петербург і Смоленськ — почесним громадянином. Також він був обраний у почесні члени Дрезденським, Італійським і Віденським географічними товариствами. Свої спостереження і результати досліджень Пржевальський виклав у книзі «Із Зайсану через Хамі у Тибет і на верхів'я Жовтої річки» (1883). Підсумком трьох його експедицій були принципово нові карти Центральної Азії.

#### Експедиція до витоків Хуанхе
Незабаром він подав у Російське географічне товариство проект дослідження джерел Хуанхе. У листопаді 1883 року почалася чергова, вже четверта подорож Пржевальського. 21 жовтня 1883 він відправився з Кяхти в четверту подорож по Азії. На цей раз маршрут проліг через степи Монголії, пустелі Гобі та Алашань, Північно-Тетунгський хребет. Знову, незважаючи на перепони китайської влади, Пржевальський добрався до витоків Хуанхе, відкрив два озера: Джарін-Нур і Орін-Нур. Далі мандрівники повернули до озера Лобнор, шлях до якого перекривав хребет Алтинтаг. Після тривалих пошуків вони знайшли прохід через хребет, звідси повернули на південний захід. Пржевальський відкрив невідомі хребти: Російський і Керійській. У 1885 році мандрівку було закінчено.
За два роки Пржевальський пройшов величезний шлях — 7815 кілометрів, майже зовсім без доріг. На північному кордоні Тибету відкрив цілу гірську країну з величними хребтами — про них в Європі нічого не було відомо. До колекції додав нові види птахів, ссавців і плазунів, а також риб, в гербарії — нові види рослин. На честь Пржевальського за рішенням Академії наук вибито золоту медаль з написом: «Першому досліднику природи Центральної Азії». Микола Михайлович став володарем 8 почесних золотих медалей, почесним членом 24 наукових товариств.
1886 року йому було присвоєне звання генерал-майора.

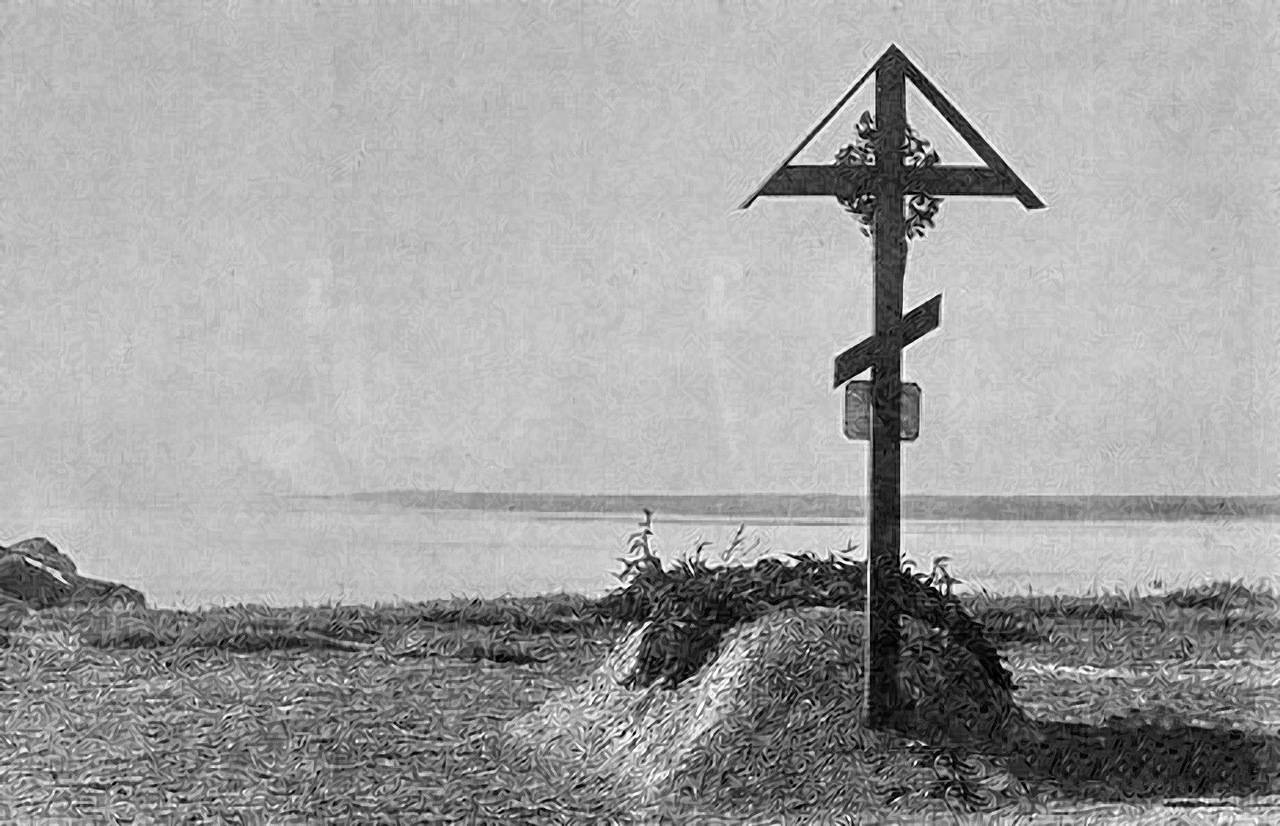
Могила Миколи Пржевальського на березі Іссик-Куля. Фотографія 1890 року

Остання посмертна фотографія Миколи Пржевальського

### Останні роки
В останні роки життя дослідник здійснив ще кілька експедицій, які збагатили науку масштабними відкриттями. Він був сповнений нових планів і задумів. У 1888 році побачила світ остання праця Пржевальського — «Від Кяхти на джерела Жовтої річки». У неповні 50 років він став готуватися до п'ятого походу по Середній Азії. Метою даної експедиції було місто Лхаса. Цього разу на його відвідування було отримано офіційну перепустку. Наприкінці 1888 року підготовка, нарешті, була закінчена. Місцем збору учасників було обрано селище Каракол поблизу східного берега Іссик-Куля. На шляху до Караколу він під час плавання у річці Кара-Балта, незважаючи на свої ж рекомендації цього не робити, трохи ковтнув води з річки. Ймовірно через це він заразився черевним тифом. Пржевальський захворів і помер 1 листопада 1888 року в Караколі. Перед смертю Пржевальський просив поховати його на березі Іссик-Куля у його походному одязі. Заповіт покійного виконали. На східному березі озера в дванадцяти кілометрах від міста за два дні (через твердість ґрунту) була викопана могила. На могильному надгробку був скромний напис: «Мандрівник М. М. Пржевальський», як він заповідав. Через кілька років на цьому місці був встановлений пам'ятник. 1889 року Каракол перейменували на Пржевальськ, ця назва була до 1922 року і у радянські часи з 1939 до 1992.
Йому належить таке висловлювання: «Світ прекрасний тому, що можна подорожувати».

## Визнання
На його честь названо:
- Гірський хребет, якій він відкрив на території Китая.
- Льодовик на Алтаї.
- Печера біля міста Находка
- Скельний масив у басейні російської річки Партизанська.
- Місто Пржевальск, назва існувала впродовж 1889—1922 і 1939—1992 років.
- Поселення міського типу Пристань-Пржевальск, поряд з яким розташований музей М. М. Пржевальского, на території якого знаходиться його могила.
- Поселення міського типу Пржевальське у Смоленській області Росії, де був маєток Пржевальського.
- Є багато вулиць його імені в Україні та Росії.
- Гімназія в Смоленську.
- Краєзнавчий музей його імені в Пржевальску.
- Пасажирський теплохід Амурського річкового пароплавства Російської Федерації.
- Види тварин:

- Кінь Пржевальського.
- Eolagurus przewalskii (Степовий лемінг Пжевальського).

- Види птахів:

- Sitta przewalskii (Повзик Пржевальського).

- Види риб:

- Gymnocypris przewalskii (Голий короп Пржевальського).

- Види комах:

- Hyponephene przewalskyi (Метелик Пржевальського).

- Види рослин:

- Ligularia przewalskii (Багульник Пржевальського).
- Calligonum przewalskii (Жузгун Пржевальського).
- Allium przewalskii (Цибуля Пржевальського).
- Typha przewalskii (Рогіз Пржевальського).
- Salvia przewalskii (Шавлія Пржевальского)
- Scutellaria przewalskii (Шоломниця Пржевальского)

### Нагороди
- Золота медаль Паризького географічного товариства;
- Медаль «Пальма Академії» французького Міністерства народної освіти;
- Велика золота медаль імені Олександра Гумбольдта Берлінського географічного товариства;
- Королівська медаль Лондонського географічного товариства (1879 рік), зазначивши, що досягнення мандрівника перевершують все зроблене іншими дослідниками з часів Марко Поло;
- Медаль Вега Стокгольмського географічного товариства;
- Велика золота медаль Італійського географічного товариства.

## Пам'ять

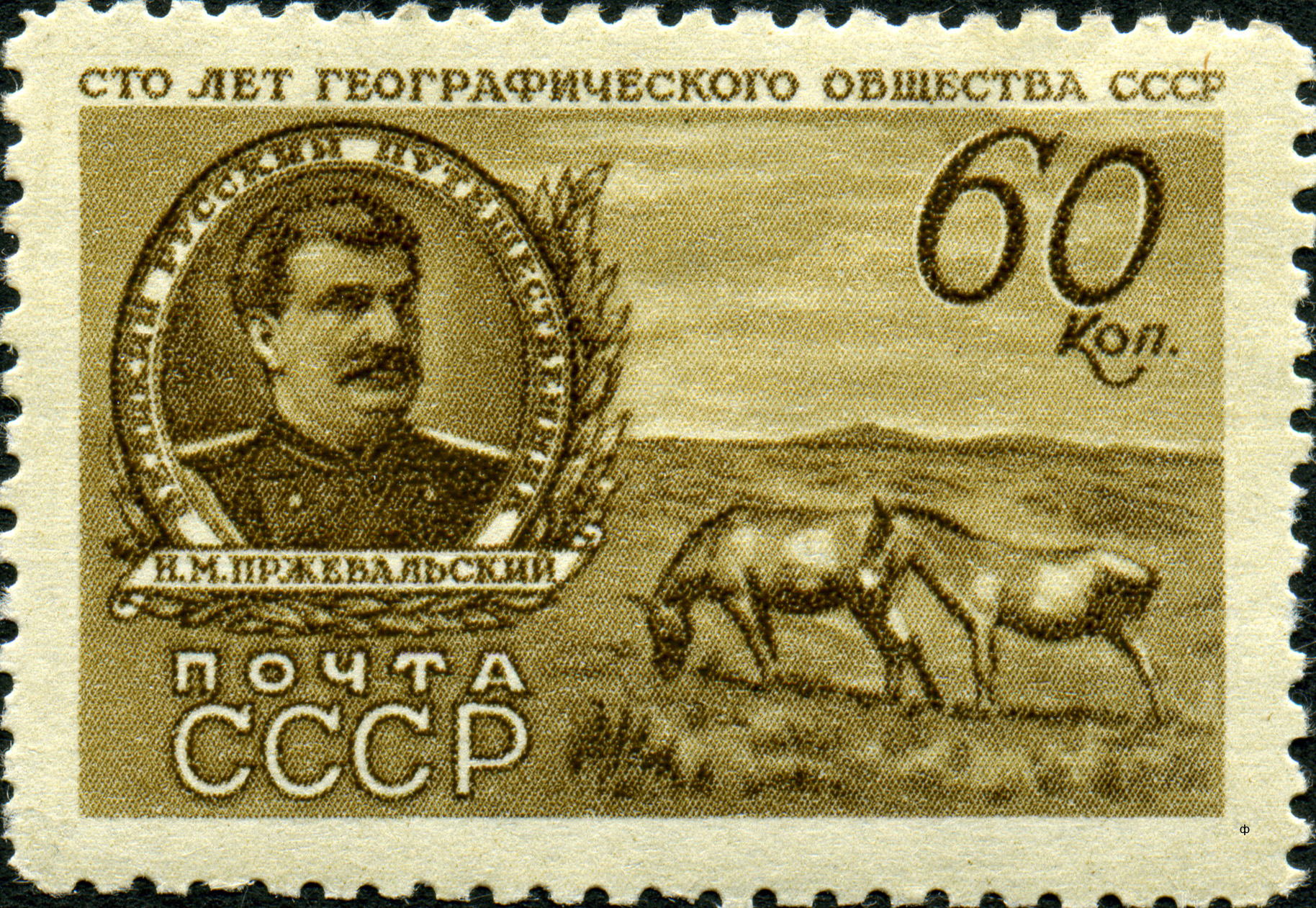
Поштова марка із зображенням Миколи Пржевальського, яка присвячена 100-літтю географічного товариства СРСР

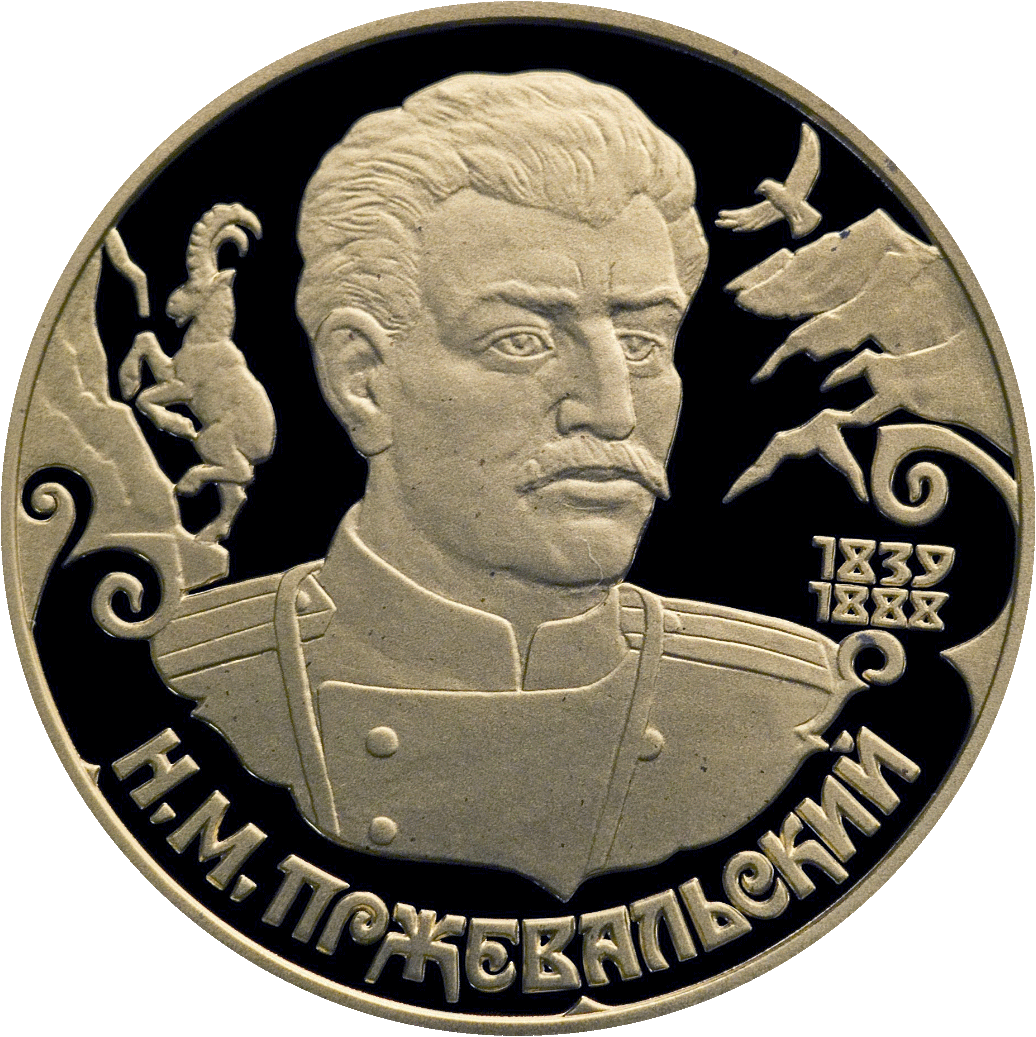
Пам'ятна монета номіналом 50 російських рублів з портретом Миколи Пржевальського.

Пржевальському присвячені поштові марки СРСР, його портрет зображено на пам'ятній монеті номіналом 50 російських рублів.

## Переклади творів українською мовою
- Микола Пржевальський. Монголія і країна тангутів // Бібліотека української літератури УкрЛіб